# Arpella pintada
L'arpella pintada (Circus assimilis) és un ocell rapinyaire de la família dels accipítrids (Accipitridae). Habita en planures, sabanes i boscos oberts d'ustràlia, Tasmània, Sulawesi i altres illes com Sumba i Timor. El seu estat de conservació es considera de risc mínim.